# Anastasia (film, 1997)
Anastázie (anglicky Anastasia, rusky Анастасия) je americký animovaný muzikálový film. Jde o první animovaný celovečerní film studia Fox Animation Studios, který vydala společnost 20th Century Fox. Děj je volně založen na historických událostech konce Ruského impéria a dřívější legendě o velkokněžně Anastázii Nikolajevny, která měla jako jediná přežít vyvraždění carské rodiny. Přípravy pro natáčení filmu trvaly tři roky, pro vytvoření věrného prostředí strávil štáb mnoho času v Petrohradu a ruských archivech. Premiéra filmu byla v říjnu 1997. V České republice byla v dubnu roku 1998, prodej DVD začal roku 2002 a v roce 2011 byl film vydán ve full HD na Blu-ray discích.

## Děj
Příběh začíná v blízkosti Petrohradu v Kateřinském paláci roku 1916 při oslavách výročí 300 let vlády rodu Romanovců. Zde malá Anastázie od své babičky Marie, která se chystá odjet do Paříže, dostane dárek – hrací skříňku s přívěskem s nápisem „Společně v Paříži“. Ples přeruší Rasputin, podvodník bažící po moci a čaroděj, kterého car Nikolaj vykáže. Za to Rasputin na rod Romanovců uvrhne kletbu – celá rodina má zemřít do čtrnácti dnů. V celé zemi se začalo šířit neštěstí, které propuklo v revoluci. Jedné noci při útoku na palác se podařilo utéct jen Anastázii a její babičce Marii za pomoci chlapce Dmitrije, který sloužil v paláci. Marie s Anastázií se chtějí zachránit odjezdem z Petrohradu. Na odjíždějící vlak se podaří nastoupit jen Marii, Anastázie upadne a ztratí paměť.
O deset let později odchází Áňa z venkovského sirotčince, aby začala pracovat v nedaleké rybárně. Podle nápisu na přívěsku, který je jedinou památkou na její minulost, a setkáním se psem, které považuje za příznivé znamení, se rozhodne vydat do Petrohradu a odtamtud do Paříže. K odcestování z Ruska ale nemá výjezdní povolení. Stará žena Áně poradí, aby našla Dmitrije, který jí pomůže. Dmitrij spolu s Vláďou, bývalým šlechticem carského dvora, se snaží najít vhodnou dívku, která by se podobala zmizelé velkokněžně Anastázii, aby tak získali odměnu 5 milionů rublů, které nabízí císařovna Marie za nalezení své vnučky. Všimnou si věrné podoby Áni a přesvědčují ji, že může být ztracenou velkokněžnou. Áňa jim nedůvěřuje; aby se dostala do Paříže, souhlasí, že se zkusí představit císařovně jako ztracená Anastázie. Podoby si také všimne netopýr Bartok, který slouží Rasputinovi. Ten za pomoci svých temných sil pronásleduje Anastázii na její cestě, aby ji zničil.
V průběhu cesty se Áňa dozví, že nejdřív musí přesvědčit Sofii, sestřenici císařovny, aby se dostala k Marii. Proto se začne učit podrobnosti o carské rodině a své minulosti. Dmitrij zjistí při návštěvě Sofie, že Áňa je skutečnou Anastázií, a chce ji představit císařovně v pařížské opeře po skončení ruského baletu. Císařovna Marie ale Dmitrije odmítne, protože o něm slyšela, že je podvodníkem, který pořádá konkurzy na falešnou velkokněžnu. Áňa slyší slova Marie přes nedovřené dveře a cítí se zrazená. Chtěla se dozvědět jen pravdu o své rodině a minulosti a ne podvádět. Dmitrij unese císařovnu Marii v jejím autě, aby zařídil její setkání s Anastázií. Při setkání císařovna nevěří, že se jedná o pravou Anastázii. Áňa si ale díky vůni oleje na ruce, který používá císařovna, vzpomene na jednu událost z dětství, a to císařovnu Marii přesvědčí.
Císařovna za nalezení vnučky nabídne Dmitrijovi slíbenou odměnu, ten ale odmítne, protože se zamiloval do Anastázie. Dmitrij se chystá odjet zpátky do Petrohradu. Na oslavě návratu ztracené vnučky Marie o tom řekne Anastázii. Anastázie, která Dmitrije také miluje, se má rozhodnout, zda zůstane se svou babičkou, nebo půjde s Dmitrijem. Najednou odběhne její pes Puňťa a Anastázie běží za ním, až se dostane na most Alexandra III. Tam na ni čeká Rasputin, který chce dokončit kletbu a utopit Anastázii v řece. Dmitrij se vrátil, aby Anastázii zachránil. V zápase s Rasputinem se Anastázie dostane k jeho relikviáři, kterému Rasputin zaprodal svůj život. Zničením relikviáře tak Anastázie zničí i Rasputina. Pak se Anastázie s Dmitrijem rozhodnou utéct, Anastázie zanechá dopis babičce Marii a Sofii, že se brzy vrátí. Příběh končí při plavbě lodí po řece, na které jsou spolu Anastázie a Dmitrij.

## Obsazení
- Meg Ryanová, Liz Callaway a Kirsten Dunst jako Anastázie Nikolajevna, ruská princezna
- John Cusack a Glenn Walker Harris Jr. jako Dmitrij, podvodník, jako malý sloužil v paláci
- Kelsey Grammer jako Vladimir "Váňa" Voinitsky Vasilovič, kamarád Dmitrije, bývalý šlechtic u carského dvoru
- Angela Lansburyová jako Marie Sofie Dánská, ruská carevna
- Bernadette Peters jako Sophie Stanislovskjevna Somorkov-Smirnoff, Mariina sestřenice
- Hank Azaria jako Bartok, netopýr
- Rick Jones jako Nikolaj Romanov, ruský car
- Christopher Lloyd jako Rasputin, čaroděj

## České znění
- Dana Černá jako Anastázie Nikolajevna
- Jiří Langmajer jako Dmitrij
- Jan Schánilec jako Vladimir "Váňa" Voinitsky Vasilovič
- Hana Talpová jako Marie Sofie Dánská

## Hudba
Skladatelem hudby je David Newman a Stephen Flaherty, autorem textů je Lynn Ahrens. Soundtrack vyšel 28. října 1997 a obsahuje celkem 17 skladeb instrumentální hudby a písní. Získal čtyři nominace (Academy Award, USA, Annie Awards, Golden Globes, USA, Satellite Awards). Píseň At the Beginning zvítězila v ceně ASCAP Film and Television Music Awards. Soundtrack obsahuje celkem tři verze jedné z ústředních písní Journey to the Past – filmová verze, popová verze od zpěvačky Aaliyah a španělská verze od zpěvačky Thalía.
| Anastasia: Music from the Motion Picture | Anastasia: Music from the Motion Picture | Anastasia: Music from the Motion Picture    | Anastasia: Music from the Motion Picture | Anastasia: Music from the Motion Picture         | Anastasia: Music from the Motion Picture |
| Pořadí                                   | Název                                    | Hudba                                       | Text                                     | Umělec                                           | Délka                                    |
| ---------------------------------------- | ---------------------------------------- | ------------------------------------------- | ---------------------------------------- | ------------------------------------------------ | ---------------------------------------- |
| 1.                                       | A Rumor in St. Petersburg                | Stephen Flaherty                            | Lynn Ahrens                              | Jonathan Dokuchitz, Kelsey Grammer               | 3:25                                     |
| 2.                                       | Journey to the Past                      | Stephen Flaherty                            | Lynn Ahrens                              | Liz Callaway                                     | 2:55                                     |
| 3.                                       | Once Upon a December                     | Stephen Flaherty                            | Lynn Ahrens                              | Liz Callaway                                     | 2:48                                     |
| 4.                                       | In the Dark of the Night                 | Stephen Flaherty                            | Lynn Ahrens                              | Jim Cummings                                     | 3:21                                     |
| 5.                                       | Learn to Do It                           | Stephen Flaherty                            | Lynn Ahrens                              | Jonathan Dokuchitz, Kelsey Grammer, Liz Callaway | 2:36                                     |
| 6.                                       | Learn to Do It (Waltz Reprise)           | Stephen Flaherty                            | Lynn Ahrens                              | Kelsey Grammer                                   | 1:45                                     |
| 7.                                       | Paris Holds the Key (To Your Heart)      | Stephen Flaherty                            | Lynn Ahrens                              | Jonathan Dokuchitz, Bernadette Peters            | 3:02                                     |
| 8.                                       | At the Beginning                         | Stephen Flaherty                            | Lynn Ahrens                              | Richard Marx, Donna Lewis                        | 3:40                                     |
| 9.                                       | Journey to the Past                      | Stephen Flaherty                            | Lynn Ahrens                              | Aaliyah                                          | 4:04                                     |
| 10.                                      | Once Upon a December                     | Stephen Flaherty                            | Lynn Ahrens                              | Deana Carter                                     | 3:34                                     |
| 11.                                      | Prologue                                 | Stephen Flaherty, David Newman              |                                          |                                                  | 6:23                                     |
| 12.                                      | Speaking of Sophie                       | David Newman                                |                                          |                                                  | 2:36                                     |
| 13.                                      | The Nightmare                            | David Newman                                |                                          |                                                  | 3:05                                     |
| 14.                                      | Kidnap and Reunion                       | Lynn Ahrens, Stephen Flaherty, David Newman |                                          |                                                  | 4:29                                     |
| 15.                                      | Reminiscing with Grandma                 | David Newman                                |                                          |                                                  | 3:17                                     |
| 16.                                      | Finale                                   | David Newman                                |                                          |                                                  | 2:59                                     |
| 17.                                      | Journey to the Past                      | Stephen Flaherty                            | Lynn Ahrens                              | Thalía                                           | 3:07                                     |